# Good Feeling (мини-альбом)
Good Feeling — мини-альбом (EP) американского рэпера Flo Rida. Он был выпущен эксклюзивно в Австралии 6 апреля 2012 года, в поддержку его тура там и включает некоторые из его самых больших хитов.

## Список композиций
iTunes EP and physical edition
1. «Good Feeling»
2. «Wild Ones» (featuring Sia)
3. "Club Can't Handle Me (featuring David Guetta)
4. «Turn Around (5, 4, 3, 2, 1)»
5. «Who Dat Girl» (featuring Akon)
6. «Low» (featuring T-Pain)
7. «Good Feeling» (Carl Tricks remix)
8. «Good Feeling» (Jaywalker remix)

## Чарты
| Чарт (2012)                            | Позиция |
| -------------------------------------- | ------- |
| Australian Albums (ARIA)               | 12      |
| New Zealand Albums (Recorded Music NZ) | 5       |